# توماس ادوارد کپل
توماس ادوارد کپل (انگلیسی: Edward Capel; ۲۴ مارس ۱۷۷۰ – ۳ فوریهٔ ۱۸۵۵) نظامی و بازیکن کریکت اهل پادشاهی متحد بریتانیای کبیر و ایرلند بود.